# ألبن إكسبريس إنزيان (افعوانية)
ألبن إكسبريس إنزيان (بالألمانية: Alpenexpress Enzian)، والتي كانت تُعرف سابقًا باسم غروتنبلتز (Grottenblitz)، هي أفعوانية مدفوعة تقع في يوروبي بارك، أحد أكبر المنتزهات الترفيهية في ألمانيا، بمدينة روست. تُعد الأفعوانية من تصميم وتصنيع شركة Mack Rides الألمانية.

## التاريخ
افتتحت اللعبة لأول مرة في عام 1984، وكانت بذلك أول أفعوانية يتم إنشاؤها في يوروبي بارك، مما جعلها من المعالم الأساسية في الحديقة. تقع الأفعوانية في القسم المخصص لالنمسا داخل الحديقة، وتتميز بمرورها عبر مناظر طبيعية صناعية وكهوف جبلية مستوحاة من جبال الألب.

## التقنية والتجربة
ألبن إكسبريس هي أفعوانية "مدفوعة"، أي أنها تعتمد على محرك كهربائي يُحرّك العربات طوال الرحلة بدلًا من الصعود والانحدار بواسطة الجاذبية فقط، مما يسمح بسرعة انطلاق متواصلة وتجربة سلسة. أُضيف في السنوات الأخيرة خيار تجربة الواقع الافتراضي (VR)، حيث يمكن للزوار ارتداء نظارات VR لخوض مغامرة رقمية أثناء الرحلة الواقعية.

## الحريق وإعادة الإعمار
في يونيو 2023، اندلع حريق في المنطقة التي تضم ألبن إكسبريس وتيولر فيلدفاسربان (Tiroler Wildwasserbahn)، ما أدى إلى تدمير الأفعوانيتين والمنشآت المحيطة بهما. بعد أشهر من أعمال الإعمار والتجديد، تم افتتاح نسخة مُعاد بناؤها من ألبن إكسبريس في صيف 2024، مع الحفاظ على عناصرها الكلاسيكية وتطوير الجوانب التقنية لتقديم تجربة أكثر حداثة.